# Eugène Bertrand (1834-1899)
Pour les articles homonymes, voir Eugène Bertrand et Bertrand.
Eugène Bertrand, né à Paris le 15 janvier 1834 et mort le 30 décembre 1899 à Paris 8e, est un comédien, directeur de théâtre et directeur d'opéra français.

## Biographie
Formé au Conservatoire, dans la classe Prévost, il fait ses débuts au théâtre au Théâtre des Jeunes Artistes, puis au Théâtre de l'Odéon, à Paris. De 1859 à 1865, il est acteur, puis directeur de théâtre aux États-Unis. En 1865, il est engagé au Théâtre du Parc à Bruxelles, avant de diriger brièvement les deux théâtres lillois. Il est ensuite directeur du Théâtre des Variétés, de 1869 à 1891, et directeur de l'Opéra du 1er janvier 1892 à sa mort en 1899, d'abord conjointement avec Campocasso, puis, à partir de 1894, avec Pedro Gailhard.
Il fonde aussi l'Eden-Théâtre, avec Louis Cantin et Francis de Plunkett
Eugène Bertrand a par ailleurs été président de l'Association des artistes dramatiques.